# Mallophora vorax
Mallophora vorax är en tvåvingeart som beskrevs av Charles Howard Curran 1941. Mallophora vorax ingår i släktet Mallophora och familjen rovflugor.
Artens utbredningsområde är Peru. Inga underarter finns listade i Catalogue of Life.